# Chef du gouvernement brésilien
Cette page dresse la liste des chefs du gouvernement brésilien par ordre chronologique. 
Entre 1847 et 1889 sous l'empire du Brésil, le titulaire de la charge était officiellement appelé président du Conseil des ministres (presidente do Conselho de Ministros) ou président du Cabinet de gouvernement (presidente do Gabinete do governo).
Entre 1961 et 1963 sous la Deuxième République, le titulaire de la charge était officiellement appelé Premier ministre (Primeiro ministro).

## Liste des chefs du gouvernement brésilien

### Président du Conseil des ministres (1847-1889)
| #  | Premier ministre | Premier ministre                      | Dates du mandat   | Dates du mandat   | Parti              |
| -- | ---------------- | ------------------------------------- | ----------------- | ----------------- | ------------------ |
| 1  |                  | Manuel Alves Branco                   | 20 juillet 1847   | 8 mars 1848       | Parti libéral      |
| 2  |                  | José Carlos Pereira de Almeida Torres | 8 mars 1848       | 31 mai 1848       | Parti libéral      |
| 3  |                  | Francisco de Paula Sousa e Melo       | 31 mai 1848       | 28 septembre 1848 | Parti libéral      |
| 4  |                  | Pedro de Araújo Lima                  | 28 septembre 1848 | 8 octobre 1849    | Parti conservateur |
| 5  |                  | José da Costa Carvalho                | 8 octobre 1849    | 11 mai 1852       | Parti conservateur |
| 6  |                  | Joaquim José Rodrigues Torres         | 11 mai 1852       | 6 septembre 1853  | Parti conservateur |
| 7  |                  | Honório Hermeto Carneiro Leão         | 6 septembre 1853  | 3 septembre 1856  | Parti conservateur |
| 8  |                  | Luís Alves de Lima e Silva            | 3 septembre 1856  | 4 mai 1857        | Parti conservateur |
| 9  |                  | Pedro de Araújo Lima                  | 4 mai 1857        | 12 décembre 1858  | Parti conservateur |
| 10 |                  | Antônio Paulino Limpo de Abreu        | 12 décembre 1858  | 10 août 1859      | Parti conservateur |
| 11 |                  | Ângelo Moniz da Silva Ferraz          | 10 août 1859      | 2 mars 1861       | Parti conservateur |
| 12 |                  | Luís Alves de Lima e Silva            | 2 mars 1861       | 24 mai 1862       | Parti conservateur |
| 13 |                  | Zacarias de Góis e Vasconcelos        | 24 mai 1862       | 30 mai 1862       | Ligue progressiste |
| 14 |                  | Pedro de Araújo Lima                  | 30 mai 1862       | 15 janvier 1864   | Ligue progressiste |
| 15 |                  | Zacarias de Góis e Vasconcelos        | 15 janvier 1864   | 31 août 1864      | Ligue progressiste |
| 16 |                  | Francisco José Furtado                | 31 août 1864      | 12 mai 1865       | Ligue progressiste |
| 17 |                  | Pedro de Araújo Lima                  | 12 mai 1865       | 3 août 1866       | Parti libéral      |
| 18 |                  | Zacarias de Góis e Vasconcelos        | 3 août 1866       | 16 juillet 1868   | Parti libéral      |
| 19 |                  | Joaquim José Rodrigues Torres         | 16 juillet 1868   | 29 septembre 1870 | Parti libéral      |
| 20 |                  | José Antônio Pimenta Bueno            | 29 septembre 1870 | 7 mars 1871       | Parti conservateur |
| 21 |                  | José Maria da Silva Paranhos          | 7 mars 1871       | 25 juin 1875      | Parti conservateur |
| 22 |                  | Luís Alves de Lima e Silva            | 25 juin 1875      | 5 janvier 1878    | Parti conservateur |
| 23 |                  | João Lins Vieira Cansanção de Sinimbu | 5 janvier 1878    | 28 mars 1880      | Parti conservateur |
| 24 |                  | José Antônio Saraiva                  | 28 mars 1880      | 21 janvier 1882   | Parti libéral      |
| 25 |                  | Martinho Álvares da Silva Campos      | 21 janvier 1882   | 3 juillet 1882    | Parti libéral      |
| 26 |                  | João Lustosa da Cunha Paranaguá       | 3 juillet 1882    | 24 mai 1883       | Parti libéral      |
| 27 |                  | Lafayette Rodrigues Pereira           | 24 mai 1883       | 6 juin 1884       | Parti libéral      |
| 28 |                  | Manuel Pinto de Sousa Dantas          | 6 juin 1884       | 6 mai 1885        | Parti libéral      |
| 29 |                  | José Antônio Saraiva                  | 6 mai 1885        | 20 août 1885      | Parti libéral      |
| 30 |                  | João Maurício Wanderley               | 20 août 1885      | 10 mars 1888      | Parti conservateur |
| 31 |                  | João Alfredo Correia de Oliveira      | 10 mars 1888      | 7 juin 1889       | Parti conservateur |
| 32 |                  | Afonso Celso de Assis Figueiredo      | 7 juin 1889       | 15 novembre 1889  | Parti libéral      |

### Premier ministre (1961-1963)
| #  | Premier ministre | Premier ministre                     | Dates du mandat   | Dates du mandat   | Parti                     |
| -- | ---------------- | ------------------------------------ | ----------------- | ----------------- | ------------------------- |
| 54 |                  | Tancredo Neves                       | 8 septembre 1961  | 21 juillet 1962   | Parti social démocratique |
| 55 |                  | Francisco de Paula Brochado da Rocha | 21 juillet 1962   | 18 septembre 1962 | Parti social démocratique |
| 56 |                  | Hermes Lima                          | 18 septembre 1962 | 24 janvier 1963   | Parti social démocratique |